# Taraxacum anzobicum
Taraxacum anzobicum là một loài thực vật có hoa trong họ Cúc. Loài này được Schischk. ex T.I.Vaĭnberg miêu tả khoa học đầu tiên năm 1991.